# Cargaison 200
Pour les articles homonymes, voir Grouz 200.
Pour plus de détails, voir Fiche technique et Distribution.
Cargaison 200 ou Cargo 200 (en russe : Груз 200) est un thriller russe du réalisateur Alexeï Balabanov, qui décrit les mœurs cruelles des personnages d'une ville de province en Russie, à la fin de l'ère soviétique. 
Le film est précédé d'un avertissement, suivant lequel le sujet est basé sur des évènements réels. L'action se déroule à la fin de l'été-automne 1984 dans deux villes provinciales imaginaires en URSS - Nijni Volok et Leninsk, mais également à Léningrad. L'URSS est dirigée à l'époque par Konstantin Tchernenko. La guerre d'Afghanistan bat son plein.
Le film est distribué en Russie à partir du 14 juin 2007. Il participe à un programme hors compétition de la Mostra de Venise et obtient le prix de la Guilde russe des critiques de cinéma, au festival Kinotavr de 1997.

## Synopsis
Un professeur d'université de Leningrad d'athéïsme marxiste-léniniste , Artiom Kazakov, part en visite chez sa mère. Il rencontre en route son frère, chef du bureau de recrutement, qui se plaint du nihilisme de son fils et de ses amours de passage. Il rencontre aussi le fiancé de sa nièce Lisa, un garçon qui s'appelle Valera et qui fait du marché noir.
Valera tente de persuader Lisa d'aller avec lui à la discothèque mais en vain. Il décide alors d'y aller seul. À la discothèque il rencontre Angelica, l'amie de Lisa, la fille du secrétaire du district du Parti communiste de l'Union soviétique. Pendant ce temps là, la voiture d'Artiom Kazakov tombe en panne  sur la route de Leninsk. En cherchant du secours, il tombe sur une petite ferme, chez Alexeï, distillateur clandestin et ancien condamné pour crime. Le chemin vers la ferme lui est indiqué par un étrange personnage silencieux, au faciès inquiétant. Il s'avère plus tard être le capitaine de la milice, le capitaine Jourov. Alexeï envoie son ouvrier vietnamien, Sounka, réparer la voiture d'Artiom et invite Artiom a boire un verre. Ils ont un différend provenant de leur discussion sur Dieu et le concept du bonheur. Alexeï défend son idée de construction sur terre d'une cité du Soleil. Quand la voiture d'Artiom  est réparée, ce dernier ne tient déjà plus sur ses jambes d'avoir trop bu, et il est obligé de retourner chez son frère. Valera et Angelica arrivent en voiture à la ferme où Alexeï cuve sa vodka. Valera laisse Angelica seule dans la voiture promettant de revenir de suite. La jeune fille seule est remarquée par Jourov, il la regarde avec insistance à travers la vitre et disparaît dans l'obscurité. Angelica, effrayée, court vers la ferme où est rentré son copain. Mais quand elle rentre dans la ferme, Valera, son copain s'effondre littéralement ivre mort. Alexeï s'échauffe en voyant la jeune  Angelica et n'espère qu'une chose de cette jolie fille, mais sa femme Antonina va cacher Angelica dans la cabine de bains. Jourov a compris ce qui se passait et profitant de l'occasion demande à Sounka d'ouvrir la serrure de la cabine de bain. Angelica, effrayée a trouvé un fusil qu'elle brandit contre les arrivants. Jourov lui saisit l'arme sans qu'elle puisse rien faire. Sounka tente de défendre Angelica, mais Jourov l'abat froidement. Puis il viole Angelica encore vierge avec le col d'une bouteille. Au réveil, le matin, Valera voit comment Jourov a pris Angelica sous sa coupe. Sans attendre il quitte la ferme. Jourov quitte la ferme également, en attachant Angelica par une menotte à son side-car de la milice. Il s'empresse de téléphoner anonymement à la police pour signaler le meurtre du vietnamien Sounka à la ferme d'Alexeï. Angelica tente d'effrayer son violeur en parlant de son père, secrétaire de district du parti communiste, puis de son fiancé qui a servi en Afghanistan comme soldat d'élite parachutiste. Mais Jourov n'est pas homme à se laisser intimider, il ignore tout de ces plaintes d'Angelica bien qu'elle promette de ne rien dire à personne de ce qui s'est passé. Jourov la menotte au sommier de son lit et laisse Angelica seule avec sa mère alcoolique, qui ne se soucie de rien. La mère de Jourov est une vieille femme, qui a perdu la tête et ne comprend absolument rien à ce qui se passe. Elle passe toutes ses journées devant son poste de télévision à regarder des spectacles de chanteurs de variété qui alternent avec des retransmissions de sessions du Comité central du Parti communiste de l'Union soviétique. Elle considère Angelica enchaînée à un lit comme sa belle-fille et lui propose des pirojki et des boissons. Jourov explique à sa mère qu'Angelica  ne veut pas de lui parce elle ne cesse d'aimer son fiancé parachutiste.
Entre-temps est arrivé dans la ville un vol en provenance d'Afghanistan de type Grouz 200 : six cercueils de zinc contenant les corps de militaires parmi lesquels celui du sergent Kolia Gorbounov, le fiancé d'Angelica. À cause des congés d'été, il n'y a personne pour enterrer les corps de ces soldats morts pour la patrie. Mais Jourov obtient l'autorisation de se charger de ce convoi de cercueils. À l'aéroport, à peine les soutes ont-elles été  vidées de leurs cercueils, qu'un nouveau contingent de soldats arrive en courant et s'enfonce dans la carlingue de l'Iliouchine Il-76 et l'avion chargé d'hommes repart vers l'Afghanistan. Jourov conduit le cercueil du fiancé d'Angelica dans son appartement, qu'il ouvre avec l'aide de son assistant. Il jette ensuite le cadavre de son fiancé dans le lit, auquel elle est toujours attcjée. Comprenant ce qui se passe, malgré son état, elle est terrorisée et fond en larme.
Jourov va perquisitionner un appartement où vivent des alcooliques. Le propriétaire de l'appartement résiste et Jourov le met en cellule. Puis il l'emmène dans son appartement. Jourov le regarde violer Angelica en pleurs dans le même lit où git déjà le corps de son fiancé et auquel elle est menottée. Il regarde la scène assis sur une chaise, puis tue le violeur et retourne vers sa mère en lui disant tristement qu'Angelica préfère toujours son fiancé, malgré tous ses efforts.  
Alexeï est toujours détenu pour le meurtre du vietnamien Sounka. Artiom Kazakov a vu son arrestation sur le chemin du retour et il pourrait témoigner en faveur d'Alexeï. Il rencontre la femme de celui-ci dans les couloirs du bureaux du procureur. Mais il refuse de témoigner parce que cela nuirait à sa réputation. Alexeï est dès lors condamné à mort par la cour pénale, puisque personne ne vient témoigner en sa faveur. Mais il est rapidement emmené dans les caves du bâtiment à une prétendue réunion où un gardien lui tire une balle dans la nuque pour éviter qu'il ne parle avant son exécution.
Jourov a trouvé des lettres du fiancé d'Angelica écrites en Afghanistan. Il lui lit lentement des passages dans lequel le fiancé exprime son amour pour elle. Elle est toujours menottée au lit, dénudée, avec deux cadavres à ses côtés ; celui de son fiancé et celui de son violeur. Jourov reste imperturbable dans sa lecture malgré la détresse de la jeune fille. Mais la femme d'Alexeï, qui a été abattu dans une cave après avoir été jugé coupable, retrouve un fusil caché dans la terre. Elle se rend dans l'appartement de Jourov et abat celui-ci. Angélique supplie de la laisser partir mais la femme ferme la porte et s'en va. Angelica est maintenant toujours nue et attachée au lit avec trois cadavres à côté d'elle qui attirent déjà les mouches. La mère de Jourov regarde à la télévision Konstantin Tchernenko lors d'une réunion régulière du Comité central du Parti communiste de l'Union soviétique. 
Artiom Kazakov, le professeur d’athéisme, après avoir vu ce qui s'était passé est fortement perturbé et se rend à l'église où il demande à être baptisé. Valera rencontre son neveu lors d'un concert du groupe Kino et lui propose de travailler avec lui, parce que l'on peut gagner pas mal d'argent en ce moment. Ils partent dans les rues de Leningrad. Un dernier titre apparaît : Cette histoire s’est déroulée durant le second semestre 1984.

## Fiche technique
- Titre français : Cargaison 200[2] ou Cargo 200
- Titre original : Груз 200, Grouz 200
- Réalisateur : Alekseï Balabanov
- Scénariste : Alekseï Balabanov
- Cadreur : Alexandre Simonov (Александр Симонов), Zaour Bolotaev (Заур Болотаев)
- Son : Mikhaïl Nikolaïev
- Producteur : Sergueï Selianov (Сергей Сельянов)
- Montage : Tatiana Kouzmntchiova
- Costumes : Nadejda Vassilieva
- Grimage : Ksenia Iakhnina
- Recettes : 500 000 $

## Distribution
- Agnia Kouznetsova : Angelica
- Alexeï Polouian : Capitaine Jourov
- Leonide Gromov : Artiom Kazakov
- Alexeï Serebriakov : Alexeï, distillateur de samogon
- Leonide Bitchevine : Valera
- Natalia Akimova : épouse d'Alexeï
- Iouri Stepanov : Colonel, frère d'Artiom
- Mikhaïl Scriabine : Sounka le vietnamien
- Valentina Andriakova : mère de Jourov

## Tournage du film
Les rôles principaux sont écrits pour Evgueni Mironov et Sergueï Makovetski. Mais les deux acteurs refusent de jouer après avoir lu le scénario. Kirill Pirogov refuse également un rôle.
Le tournage a lieu à Tcherepovets. Le film inclut aussi des vues de Severstal, mais aussi de Staraïa Ladoga, de Vyborg et de Pskov.

## Autour du film
Le titre du film, Cargaison 200 (en russe : Груз 200, Grouz 200) est un terme du jargon militaire désignant un soldat tué au combat et qui est utilisé pour identifier, en langage codé, le transport par avion du corps d'un soldat vers le lieu de sépulture. Le terme désigne également au sens large le cercueil de zinc contenant le corps d'un soldat décédé. Il est encore utilisé comme euphémisme pour désigner des pertes irréparables, quand les soldats sont morts,,,.

## Accueil
Le film provoque une controverse alors que le tournage n'est encore qu'au stade des préparatifs. De nombreux acteurs, après avoir lu le scénario, refusent de participer au tournage. Ainsi Evgueni Mironov refuse de jouer le rôle du capitaine Jourov et Sergueï Makovetski le rôle du professeur Artiom (bien qu'il lui prête toutefois sa voix). Au printemps 2007, une fois le film terminé, une séance de projection à huis clos est organisée pour les représentants de l'élite politique et artistique.
Les critiques du film Cargaison 200 divergent : certains estiment que c'est le meilleur film de Balabanov, tandis que d'autres n'y voient que du cinéma noir, trash. La critique Natalia Sirivlia remarque que, bien que le film soit présenté comme basé sur des faits authentiques, beaucoup de ses éléments répètent le roman de William Faulkner, Sanctuaire.
Le fait d'être nommé pour le prix de la guilde des critiques de cinéma russe lors du festival Kinotavr se révèle être, pour certains, un vrai scandale. Jusqu'au dernier moment la sortie du film sur écran reste incertaine. Finalement, la distribution en salle ne commence que le 14 juin 2007.
Le film est diffusé par Pervy Kanal, la nuit du 12 avril 2008, dans le cadre des télédiffusions Projection privée (Zakryty pokaz).
Le musicien Youri Loza, lors d'une émission de télévision en 2010, déclare que s'il avait su que le film serait aussi dur, il n'aurait pas accordé les droits de sa chanson pour celui-ci.
Pour Katerina Souverina, de l'université d'État des sciences humaines de Russie (RGGU) la sacralisation des évènements passés fait partie de la politique historique de la Russie des années 2000. Elle permet de combler l'aporie de l'identité collective. Dans ce film, le plus sulfureux que Balabanov ait réalisé, le réalisateur met en évidence l'origine de la violence post-soviétique comme système de valeurs. Il y mêle la guerre en Afghanistan, les émissions populaires de télévision et l'idéologie du parti communiste en plein effondrement. Quant à Dennis Ioffe, de l'université de Gand, il voit dans cette année 1984, qui est citée comme second titre à la fin du film, celle où le nécroréalisme a été fondé. Du point de vue social, politique et culturel, cette année 1984 est celle de la déliquescence de l'Union soviétique. Le chef de l'État lui-même, Konstantin Tchernenko, devient un cadavre ambulant et semble avoir inspiré Balabanov dans sa recherche nécroesthétique. Pour Fabienne Marié Liger, Alexis Balabanov « utilise l’obscène et le détourne avec ironie affirmant ainsi la désacralisation de toutes les valeurs », en rapprochant sa réalisation des textes de Georges Bataille. 

## Prix et récompenses
- 2007 — Festival Kinotavr : prix de la Guilde des critiques de cinéma russe, nommé pour le Grand prix .
- 2008 — Prix Éléphant blanc (Bely slon) : prix des meilleures images.
- 2008 — Prix Festival international du film de Rotterdam (KNF Prijs).
- 2008 — Prix MTV Russie : nomination pour le meilleur rôle de mauvais du Capitaine Jourov (Alexeï Polouian) et la scène la plus spectaculaire (celle dans la chambre de Jourov avec trois cadavres et la fille prisonnière en pleurs)
- 2008 — Prix Nika : nomination comme meilleur film, meilleur second rôle masculin à Alexeï Serebriakov, meilleur réalisateur Alexeï Balabanov et meilleur son.
- 2008 — Prix Georges : nomination comme meilleur film sur la patrie.